# Heidi Reichinnek
Heidi Reichinnek (alemão: [ˈhaɪdi ˈʁaɪçinɛk]; Merseburg, 19 de abril de 1988) é uma política alemã e membro do Bundestag pelo partido de esquerda Die Linke. Desde 2024, ela é líder do partido no Bundestag, conjuntamente a Sören Pellmann.

## Biografia
Reichinnek interessou-se por política quando adolescente, opondo-se às reformas propostas por Peter Hartz e apoiando a igualdade feminina e bem-estar social. Na universidade, ela passou um semestre no Cairo em meio à Primavera Árabe e testemunhou a revolução egípcia, as quais aprofundaram seu interesse por política. Reichinnek filiou-se ao Die Linke (A Esquerda) em 2015 e foi eleita para o conselho municipal de Osnabruque no ano seguinte. Ela concorreu na eleição estadual da Baixa Saxônia em 2017 e ficou em 7° lugar na lista do partido, mas não foi eleita. Em 2019, ela se tornou presidente estadual do A Esquerda na Baixa Saxônia.
Reichinnek concorreu pelo distrito de Osnabrück City na eleição federal de 2021. Ela ficou em 5° lugar, mas foi eleita pela lista estadual do partido. Dentro do partido, ela era considerada uma apoiadora de Sahra Wagenknecht e, em 2019, assinou uma carta aberta agradecendo por seu trabalho político. No congresso federal partidário em junho de 2022, Reichinnek candidatou-se à co-liderança do partido sem sucesso, conseguindo 199 votos (35,8%) contra 319 (57,5%) da incumbente Janine Wissler.
Em fevereiro de 2024, Reichinnek foi eleita co-líder do grupo reorganizado do partido no Bundestag, conjuntamente a Sören Pellmann, derrotando Clara  Bünger por 14 votos a 13.
Ela foi nomeada como uma das duas candidaturas líderes pela Esquerda na eleição federal na Alemanha em 2025, junto a Jan van Aken.
Em janeiro, Reichinnek viralizou por seu discurso no Bundestag, quando criticou a União Democrata-Cristã por colaborar com o partido de extrema-direita Alternativa para a Alemanha, quando ambos tentaram aprovar um projeto para endurecer restrições contra imigrantes ilegais; onde ela acusou a CDU pela que ela chamou de "pavimentar o caminho para a ressurgência do fascismo". O vídeo teve mais de 30 milhões de visualizações no TikTok e é atribuído como o principal impulso de apoio à esquerda nas pesquisas de opinião e entre jovens de esquerda no começo de 2025, pouco antes da futura eleição. As aparições e discursos de campanha de Reichinnek aumentaram seu público, com o Die Tageszeitung se referindo a ela como a "estrela de mídias sociais" do partido.
Como líder, Reichinnek priorizou enfrentamento à desigualdade econômica na Alemanha, incluindo nacionalizar habitação sem compensações, legalizar drogas pesadas, duplicar benefícios para desempregados e impor limites de aluguel mais rigorosos. Reichinnek apoia políticas sociais progressistas, sendo uma apoiadora de inseminação artificial, o reconhecimento de todos os gêneros, acesso facilitado a políticas de afirmação de gênero e apoio a "sindicatos queer"; ela também criticou a companheira de partido Sahra Wagenknecht depois de Wagenknecht se opor a uma legislação de apoio a direitos de pessoas transgênero. Reichinnek também apoia o aumento de redistribuição econômica, aceitar refugiados buscando asilo na Alemanha e a descriminalização do aborto.

## Vida pessoal e mídia social
Reichinnek possui uma tatuagem da teórica marxista Rosa Luxemburgo em seu braço.
Reichinnek é muito ativa em mídias sociais e possui mais de 1 milhão de seguidores em várias plataformas. Com seus curtos vídeos políticos, e às vezes provocativos, Reichinnek conquistou um dos maiores alcances do que qualquer político no TikTok. Através de um discurso que Reichinnek deu em resposta ao debate sobre a Lei de Limitação de Influxo – às vezes referido como "discurso do firewall" – ela conquistou milhões de visualizações nas redes sociais e aumentou seu contador de seguidores no Instagram de 130 mil para 288 mil e no TikTok de 348 mil para 460 mil. A revista Stern  relatou que suas postagens nas redes sociais poderiam dar um "impulso necessário"  antes da eleição federal de 2025.
Os rappers MC Smook e Fruity Luke lançaram a música Heidi Reichinnek (Freestyle) em janeiro de 2025. A letra contém uma menção direta a Reichinnek, dizendo: "Dê aos pobres, dê à classe média, tire dos ricos - quando eu penso, quero pensar como Heidi Reichinnek - sim, eu rejeito todas as bobagens da direita." Reichinnek e os dois rappers também apareceram juntos em um vídeo no TikTok.